# Magdalena Borsuk-Białynicka
Magdalena Borsuk-Białynicka (ur. 29 stycznia 1940 w Warszawie) – polska paleontolog specjalizująca się w badaniu mezozoicznych jaszczurek i triasowych diapsydów.

## Życiorys
Uczestniczyła w polsko-mongolskich ekspedycjach paleontologicznych na pustynię Gobi – opisała kilka nowych dla nauki gatunków późnokredowych jaszczurek, a także zauropoda Opisthocoelicaudia skarzynskii. Uczestniczyła również w opisaniu fauny wczesnotriasowych kręgowców ze stanowiska paleontologicznego w Czatkowicach, skąd – wraz z Susan Evans, Andriejem Sennikowem lub Mariuszem Lubką – nazwała kilka gatunków należących do płazów skaczących, archozauromorfów, lepidozauromorfów lub prokolofonidów, w tym czatkobatracha – najstarszego płaza bezogonowego półkuli północnej. Za współautorstwo prac opisujących faunę Czatkowic otrzymała wyróżnienie Wydziału Nauk Biologicznych PAN.
W latach 1962–1976 pracowała w Zakładzie Paleontologii Uniwersytetu Warszawskiego, a od 1976 roku pracuje w Instytucie Paleobiologii im. Romana Kozłowskiego Polskiej Akademii Nauk w Warszawie. W latach 2005–2011 była kierownikiem Zakładu Paleontologii Kręgowców Instytutu Paleobiologii, a od 2011 pracuje w Zakładzie Paleobiologii Ewolucyjnej. 23 stycznia 2001 roku otrzymała tytuł naukowy profesora.
Jej mężem był prof. Andrzej Białynicki-Birula